# Burakumini
Burakumin (民, "zaselki" / "vaški ljudje", "tisti, ki živijo v zaselkih / vasi") je skupina, ki je na dnu tradicionalnega japonskega družbenega reda, ki je bila v preteklosti žrtev hude diskriminacije in ostrakizma. Prvotno so bili člani izopačenih skupnosti v japonski fevdalni dobi, ki so jih sestavljali tisti s poklici, ki so se šteli za nečiste ali ki so jih prizadeli smrtni primeri (kot so krvniki, pogrebniki, delavci v klavnicah, mesarjih ali strojarji), ki imajo resne socialne stigme kegare ali "nečistost"). Tradicionalno je Burakumin živel v svojih skupnostih, zaselkih ali getih.

## Terminologija
Burakuminizhaja iz buraku (部落), japonskega izraza, ki se dobesedno nanaša na majhno, na splošno podeželsko občino ali zaselek. Ljudje iz regij na Japonskem, kjer »diskriminirane skupnosti« ne obstajajo več (npr. kjer koli severno od Tokia), lahko kateri koli zaselek imenujejo buraku, kar pomeni, da uporaba besede ni nujno slabšalna. Zgodovinsko gledano je bil izraz buraku uporabljen za izobčeno skupnost, ki je bila uradno in formalno diskriminirana.
| Romandži        | Kandži       | Pomen                             | Opomba |
| --------------- | ------------ | --------------------------------- | --- |
| Hisabecu-buraku | (被差別部落) | »Diskriminirana skupnost/zaselek« | 'Hisabecu-buraku' je pogosto uporabljen vljuden izraz, ljudje iz njih se imenujejo 'hisabetsu-burakumin' (被差別部落民, »ljudje iz diskriminirane skupnosti (zaselka)«) ali hisabetsu buraku šusšin-ša (被差別部落出身者, »oseba iz diskriminirane skupnosti/zaselka«).                                              |
| Burakumin       | (部落民)     | »Ljudje zaselka«                  | 'Burakumin' se nanaša bodisi na ljudi iz zaselkov kot take ali pa se uporablja kot okrajšava za ljudi iz diskriminirane skupnosti/zaselka. Zelo stari ljudje pogosto uporabljajo besedo v prejšnjem pomenu. Njegova uporaba je včasih nezadovoljna, čeprav je daleč najpogosteje uporabljen izraz tudi v angleščini. |
| Mikaihō-buraku  | (未解放部落) | »Neosvobojene skupnosti«          | 'Mikaihō-buraku' je izraz, ki ga včasih uporabljajo skupine za človekove pravice in ima določen politični pomen. |
| Tokušu buraku   | (特殊部落)   | »Posebni zaselki«                 | 'Tokušu buraku' je bil izraz, ki se je uporabljal v začetku 20. stoletja, zdaj pa velja za slabšalno. |

Izraz, ki se pogosto uporablja za naselja buraku, je dōva čiku (同和地区, »asimilacijska okrožja«), uradni izraz za okrožja, določena za asimilacijske projekte vlade in lokalnih oblasti.
Družbeno vprašanje v zvezi z »diskriminiranimi skupnostmi« se običajno imenuje dōva mondai (同和問題, »problemi asimilacije«) ali redkeje, buraku mondai (部落問題, »problemi zaselka«).
V fevdalni dobi so izobčence imenovali eta (穢多, dobesedno »obilica umazanije«), izraz, ki se zdaj šteje za slabšalni. Eta mesta so poimenovali etamura (穢多村).
Nekateri burakumini svoje lastne skupnosti imenujejo mura (村, »vasi«), sebe pa mura-no-mono (村の者, »vaščani«).
Druge izobčene skupine, iz katerih morda izhaja buraku, so vključevale hinin (非人, dobesedno »nečlovek«). Opredelitev hininov, pa tudi njihov družbeni status in tipični poklici so se sčasoma spreminjali, vendar so običajno vključevali nekdanje kaznjence in potepuhe, ki so delali kot mestni stražarji, čistilci ulic ali zabavljači.
V 19. stoletju je bil izumljen izraz burakumin za poimenovanje eta in hinin, ker sta bila oba razreda prisiljena živeti v ločenih vaških soseskah.

## Zgodovinski izvor
Predhodniki burakumina, imenovani kavata (かわた) ali eta (穢多), so se oblikovali kot posebna skupina v obdobju Heian, 794-1185. Sprva so se ukvarjali z onesnaženjem, vendar niso veljali za osebno oskrunjene. Od obdobja Heian do srednjega veka je veljalo, da ima eta sposobnost čiščenja obredne onesnaženosti, v nekaterih upodobitvah pa je veljalo, da ima celo magično moč. Kavata so bili povezani s strojarsko industrijo in so imeli ekskluzivne pravice za strojenje kož.
Hinin, kar pomeni »nečlovek«, je bil še en status pred burakuminom, ki je veljal za berače in privržence samurajev v taborišču. Njihov položaj je bil bolj mobilen in veljalo je, da so manj onesnaženi. Šogunat Tokugava je imel berače za hinine in jim je dovolil beračenje na določenih območjih. Delati so morali kot straniščni pomočniki, zaporniški uradniki ali krvniki. Eden slavnih hininov ali eta je bil Danzaemon (弾左衛門), ki je bil vodja eta, kavata in uličnih izvajalcev v regiji Kanto in je dobil ekskluzivno licenco za strojenje, stenje za sveče in drugo ter si zaslužil bogastvo.

## Konec fevdalnega obdobja
Fevdalni kastni sistem na Japonskem se je uradno končal leta 1869 z obnovo Meidži. Leta 1871 je novoustanovljena vlada Meidži izdala odlok Senmin Haiširei (賤民廃止令, »Edikt, ki odpravlja neplemenite razrede«), ki izobčencem daje enak pravni status. Trenutno je bolj znan kot Kaihōrei (解放令, »Emancipacijski edikt«). Vendar so bile burakuminom odvzete izključne pravice do razpolaganja z mrtvimi konji in govedom in odprava njihovih monopolov nad nekaterimi poklici je dejansko povzročila znižanje njihovega splošnega življenjskega standarda, medtem ko se je družbena diskriminacija preprosto nadaljevala.
V zgodnji dobi Meidži se je po vsej državi zgodilo veliko nemirov proti Kaihōrei (Kaihōrei-hantai-ikki (解放令反対一揆)). Na primer, v vasi v Okajami, ko je nekdanji eta poskušal kupiti alkohol, so bili štirje moški ubiti, štirje moški so bili ranjeni in navadni prebivalci so uničili 25 hiš, v drugi vasi pa je bilo uničenih 263 hiš eta in 18 ljudi iz nekdanje ete je bilo ubitih, kar je bil del protivladnih nemirov. Praksa prehranjevanja z mesom je obstajala celo v obdobju Edo, vendar je bila uradna prepoved uživanja mesa živine odpravljena leta 1871, da bi državo »zahodnjačili«, mnogi nekdanji eta pa so začeli delati v klavnicah in kot mesarji, saj so mislili, da imajo izkušnje z ravnanjem s trupli. Družbeni odnosi, ki so se počasi spreminjali, zlasti na podeželju, so povzročili, da so lokalni prebivalci klavnice in njihove delavce pogosto naleteli na sovražnost. Nadaljnji ostracizem in padec življenjskega standarda sta povzročila, da so nekdanje eta skupnosti postale slumi. Predsodki proti uživanju mesa so se nadaljevali skozi celotno obdobje Meidži; leta 1872 je skupina Jamabušijev, ki so nasprotovali cesarjevemu uživanju mesa, poskušala vstopiti v tokijsko cesarsko palačo in štirje od njih so bili ubiti. Trdili so, da bodo bogovi zapustili Japonsko, ker so Japonci jedli meso.
Takrat je bilo veliko izrazov, ki so označevali nekdanje izobčence, njihove skupnosti ali naselja. Uradni dokumenti tistega časa so jih omenjali kot kju-eta (旧穢多, »nekdanji eta«), medtem ko so se na novo osvobojeni izobčenci med drugim imenovali šin-heimin (新平民, »novi državljani«).
Nakae Čōmin je delal za osvoboditev burakumina. Svojo prijavo prebivališča je prenesel na buraku in obsodil njihovo diskriminacijo, ko je vodil kampanjo med volitvami leta 1890 v Osaki in zmagal.
Izraz tokušu buraku (特殊部落, »posebni zaselki«), ki zdaj velja za neustreznega, so uradniki začeli uporabljati v 1900-ih, zaradi česar je pomen besede buraku (zaselek) začel označevati nekdanje eta vasi v nekaterih delih Japonske.
Poskusi rešitve problema v zgodnjem 20. stoletju so bili dveh vrst: filozofija asimilacije (同和, dōva), ki je spodbujala izboljšanje življenjskega standarda buraku skupnosti in vključevanje v večinsko japonsko družbo, in »izravnalci« (水平社, suiheiša) filozofija, ki se je osredotočala na soočenje in kritiziranje domnevnih povzročiteljev diskriminacije.

## Povojne razmere
Čeprav so bili leta 1871 zakonito osvobojeni z odpravo fevdalnega kastnega sistema, to ni končalo družbene diskriminacije burakuminov niti izboljšalo njihovega življenjskega standarda; do nedavnega je bila registracija japonske družine vezana na domači naslov prednikov, kar je ljudem omogočalo sklepanje o njihovem izvoru burakumin.
Od leta 1980 se je vse več mladih burakujev začelo organizirati in protestirati proti diskriminaciji in kastizmu, skupaj z drugimi političnimi aktivističnimi skupinami. V preteklih letih so poskušali odpraviti to težavo z gibanji s cilji, ki segajo od osvoboditve do spodbujanja integracije.

## Bibliography
Main text originally from Library of Congress, Country Studies. 'Religious Discrimination' and 'Jodo shinshu Honganji' sections adapted from Shindharmanet and BLHRRI.Org.
- Alldritt, Leslie D. The Burakumin: The Complicity of Japanese Buddhism in Oppression and an Opportunity for Liberation
- Amos, Timothy P. "Portrait of a Tokugawa Outcaste Community", East Asian History (2006) Issue 32/33, pp 83–108
- Amos, Timothy P. Embodying Difference: The Making of Burakumin in Modern Japan (2011)
- Amos, Timothy. "Fighting the Taboo Cycle: Google Map Protests and Buraku Human Rights Activism in Historical Perspective." Japanese Studies 35.3 (2015): 331–353.
- Amos, Timothy. "Binding Burakumin: Marxist historiography and the narration of difference in Japan." Japanese Studies 27.2 (2007): 155–171.
- Fowler, Edward. "The Buraku in Modern Japanese Literature: Texts and Contexts", Journal of Japanese Studies (2000) 26#1 pp 1–39
- Groemer, Gerald. "The Creation of the Edo Outcaste Order." Journal of Japanese Studies 2001 27#2 pp 263–293 in JSTOR
- Kasahara, Toshinori. Shin Buddhism and the Buraku-min (1996 Honolulu Higashi Honganji)
- Neary, Ian. "Burakumin in contemporary Japan", in Japan's Minorities: The Illusion of Homogeneity, Michael Weiner, ed.
- Neary. Ian. "Burakumin at the End of History", Social Research (2003) 70#1 pp 269–294, online.
- Shimazaki Toson. The Broken Commandment
- David Suzuki, Oiwa, K. The Japan We Never Knew: A Journey of Discovery (Stoddart Publishing, Toronto: 1996)
- The Buraku Liberation and Human Rights Research Institute, ur. (1986).  部落問題事典 [Burakumin Problems Dictionary]. 解放出版社(Kaihou).